# Strejken (1915)
Strejken (en suec la vaga) és una pel·lícula muda dramàtica sueca del 1914 dirigida per Victor Sjöström.

## Sinopsi
Un ancià submís en la pobresa roba una mica de fusta per calentar-se, però és detingut acusat de robatori i un tribunal el condemna a un any i mig de treballs forçats.

## Repartiment
- Victor Sjöström - Karl Bernsson / Gustav Bernsson
- Lilly Jacobson - Gurli Hagberg
- John Ekman - Boberg
- Carl Borin
- Ernst Eklund
- Alfred Lundberg - Charles Hagberg
- Richard Lund

## Producció
La pel·lícula es va estrenar el 25 de setembre de 1914 al Verdenspeilet de Kristiania. La pel·lícula es va rodar a l'estudi de Svenska Biografteatern a Lidingö amb exteriors d'una fàbrica i Folkets Hus a Estocolm per Julius Jaenzon.